# Élections législatives ukrainiennes de 1994
Les élections législatives ukrainiennes de 1994 ont eu lieu le 27 mars 1994 et le 10 avril 1994.

## Mode de scrutin
Les élections législatives ont pour objet l'élection des 450 députés de la Verkhovna Rada Oukraïny, le Parlement unicaméral de l'Ukraine, pour un mandat de cinq ans. La moitié d'entre eux sont élus au scrutin majoritaire, et l'autre moyen au scrutin proportionnel. Pour être représentée au Parlement, une liste électorale doit recueillir au moins 5 % des suffrages exprimés. 5 771 personnes sont candidates, dont 2 644 dans les circonscriptions votant au système proportionnel et 3 127 dans les circonscriptions votant au système majoritaire.